# No Words (Skit)
No Words (Skit) è un singolo del rapper statunitense Hopsin, il settimo estratto dal quarto album in studio Pound Syndrome.

## Testo
Hopsin in questo skit critica lo stato attuale del rap dicendo che i rapper non puntano più sulla qualità dei loro testi, bensì si limitano a produrre dei beat orecchiabili senza lanciare un messaggio nelle loro canzoni, così da attrarre chi ascolta la musica come una distrazione senza soffermarsi sul senso.
Nel resto del brano prende in giro i rapper commerciali dicendo parole senza senso con un flow sconnesso, perché finge di rappare come loro. Nel finale Hopsin fa notare che anche se la canzone non dice nulla di sensato, le persone l'apprezzeranno essendo abituati ad ascoltare rapper scarsi che puntano solo sulle basi poiché non hanno niente da dire.